# Just doin' it!
Just Doin' It! är ett livealbum och en livedvd med det brittiska rockbandet Status Quo, släppt 6 november 2006.

## Låtlista Albumet
1. Intro
2. Caroline
3. Something About You Baby I Loke
4. Don't Waste My time
5. Intro 2
6. Forty-Five Hundred Times
7. Rain
8. Hold You Back
9. The Pary Ain't Over Yet
10. Roll Over Lay Down
11. Down Down
12. Whatever You Want
13. Rockin' All Over the World
14. Burning Bridges

## Låtlista Dvd:n
1. Caroline
2. Something About You Baby I Like
3. Don't Waste My Time
4. Forty-Five Hundred Times
5. Rain
6. Hold You Back
7. All Stand Up (never say never)
8. The Oriental
9. Creepin' Up On You
10. Mystery Medley
  - Mystery Song
  - Railroad
  - Most of the Time
  - Wild Side of Life
  - Rollin' Home
  - Again and Again
  - Slow Train
11. Belavista Man
12. The Party Ain't Over Yet
13. Gerdundula
14. Roll Over Lay Down
15. Down Down
16. Whatever You Want
17. Rockin' All Over the World
18. Proposing Medley
  - What You're Proposing
  - Down The Dustpipe
  - Little Lady
  - Red Sky
  - Dear John
  - Big Fat Mama
19. Burning Bridges
20. Junior's Wailing
21. Rock And Roll Music
22. Bye Bye Johnny